# Minya Mária
Minya Mária (Békés, 1946. november 6. –) Munkácsy Mihály-díjas keramikusművész.

## Életpályája
Szegeden, a Tömörkény István Művészeti Szakközépiskola kerámia szakán érettségizett. A Magyar Iparművészeti Főiskola (ma MOME) szilikát tanszékén diplomázott 1970-ben.
1970-től a Gránit Csiszolókorong és Kőedénygyár tervező iparművésze, 1982 és 1986 között a cég művészeti vezetője. 1986-tól a MIF (MOME) Szilikátipari Formatervező Stúdióját vezette. 1984-től a szilikát tanszék docense, 1993 és 1997 között a porcelán szak vezetője volt. Jelenleg saját műtermében dolgozik.
Munkásságát a kerámia-ipari kis és nagyszériás tárgytervezés, építészethez kapcsolódó burkolati plasztikák, és autonóm művek egyaránt jellemzik. 2001-től 2007-ig a romhányi Korall Kerámiának is tervezett. 1973-ban a siklósi, 1975-ben a vilniusi, 1978, ’79, ’80, ’89 és ’92-ben a kecskeméti, 1999, 2001 a hódmezővásárhelyi Nemzetközi Kerámia Szimpózionokon vett részt. 1994-ben az indiai Goa nemzetközi kerámia szimpóziumján, 2007 és 2009-ben a Hódmezővásárhelyi Nemzetközi Művésztelepen vett részt. Tanulmányutakat tett Egyiptomban, Indiában, az Egyesült Államokban és Európa több országában is. A MKISZ-MKT, a Művészeti Alap (MAOE) a Magyar Designer Céh, a KIPE 13 alapító és elnökségi tagja, valamint a Szilikátipari Tudományos Egyesület tagja.

## Díjai, elismerései
- 1973	Club Design pályázat különdíj, Faenza, különdíj, Nemzetközi Kerámia Verseny díja
- 1974	SZOT-díj (Ambrus Évával és Szekeres Károllyal közösen)
- 1975	 Gyermekedény-pályázat I. díj, Vilniusi Kerámia Szimpozion diplomája
- 1980	Munkácsy-díj, orosházi libamáj csomagolás-pályázat I. díj
- 1980, 1983	Formatervezési Nívódíj
- 1987	 Terítéskultúra, Budapest I. díj
- 1989	 Budapest, Angyalföldi Tárlat, JAMK díja
- 1998	 „Színtér 13” I. díj, Budapest, Újlipótvárosi Klub-Galéria
- 2000	 Budapest XIII. kerülete Millenniumi Kiállításának díja
- 2002 	 XVII. Országos Kerámia Biennálé, I. díj, az NKÖM különdíja
- 2005 	 Gádor István díj
- 2007	XXXV. Alföldi Tárlat, Aulich Art Galéria díja
- 2010	Pesterzsébet Önkormányzata díja
- 2010	Budapest Főváros XIII. Kerületért díja

## Egyéni kiállításai
- 1977	Békés, Jantyik János Múzeum

- 1978	Gyula, Erkel Ferenc Művelődési Ház, Kőszeg, Zwinger (Lovas Ilonával közösen)

- 1981	Prága (Praha) Magyar Kulturális Központ (Lovas Ilonával)

- 1984	Békés, Jantyik János Múzeum

- 1989	Budapest, Dorottya Utcai Galéria

- 1993	Budapest, Fészek Galéria

- 1995	Budapest, Józsefvárosi Galéria (Kovács Júliával és Szilágyi Andrással)

- 1998	New York, Manhattani Magyar Konzulátus

- 2000	Budapest, Újlipótvárosi Klub-Galéria
- 2001	Budapest, Fészek Klub, Hermann terem

- 2004	Pécs, Pécsi Galéria

- 2005 	Budapest, Olof Palme-ház

- 2007	Budapest, Mednyánszky Galéria, (Csemán Ilonával, Kovács Júliával és Szilágyi Andrással)

- 2009	Budapest, Újlipótvárosi Klub-Galéria
  - Ráckeve, Keve Galéria

## Művei köztereken és középületekben
- 1974	Budapest XIII., Visegrádi utca Óvoda, mázas kerámia „Meseképek” 25 m²

- 1975	Szeged, Hungária Szálló: Falburkoló mozaik, 38 m² (Szilágyi Andrással)

- 1977	Gyula, Várfürdő, előcsarnoki kerámia falburkolat, 430 x 830 cm

- 1980	Kecskemét, Megyei Kórház, diagnosztikai épület, mázas kerámia falburkolat, 90 m²

- 1981	Budapest, Sugár Áruház átriuma, medencéhez kapcsolódó mázas kerámia kút, 3 méter, 1991-ben átalakítva, 2005-ben elbontva.

- 1983	Zalaegerszeg, Kispesti úti lakótelep, színezett pirogránit plasztika(170 x 250 cm)

- 1984	Budapest, Vigadó utca, kerámia virágtartók

- 1985-1987	Mezőberény, OTP Ház, homlokzati és bejárati falfelületek és pillérburkolatok, 378 m²

- 1989	Verseg, Podmaniczky-kastély, Chemolimpex Vendégház és Üdülő, lámparozetta, vezetéktakarás, falszegély takaró elemek, lábazati és korlátelemek, és kisplasztikák (Szilágyi Andrással és Kovács Júliával)

- 1991	Budapest, Sugár Üzletközpont, kútátalakítás

- 1996	Gyula, Mogyoróssy János Könyvtár, olvasóterem „A tudás oszlopa”, fémsóval színezett kerámia fülkeplasztika

- 1997	Gyula, Mogyoróssy János Könyvtár, „Az idő nyomai” fémsóval színezett kerámia relief

- 2001	Debrecen, Kassai úti Kulturális Diákklub kerámia falai (Blazsek Gyöngyvér belsőépítész, Kovács Júlia és Szilágyi András üvegművészek részvételével)

- 2003	Budapest, XIII., Gyöngyösi úti sétálóutca, „Madaras” díszkút

- 2004	Budapest, XIII., Fiastyúk utca, „Idolok” díszkút

- 2005 -2006	Orosháza, Petőfi Sándor Művelődési Központ, plasztikus kerámia falburkolat, (12 x 2,6 méter)

- 2014	Budapest, XIII., Kassák Lajos park, „Madarak” szoborcsoport

## Külső hivatkozások
- Életrajza az Artportálon
- Rövid életrajz és méltatás a Társalgó Galériában
- Életrajza a KIPE 13 honlapján.
- Rövid életrajza a Kieselbach Galéria honlapján
- Beszámoló 2008-as kiállításáról képekkel.
- 2008-as kiállításának képei legújabb műveivel az Újlipótvárosi Klubgaléria fotóbeszámolóján.[halott link]
- Lovag Zsuzsa cikke a Netlevél művészeti információs portálon
- Letölthető pdf. rövid életrajzzal, méltatással